# Arnulfo de Chocques
Arnulfo Malecorne de Chocques (o de Rohes, un castillo en Hainaut) (muerto en 1118) fue un líder religioso durante la Primera Cruzada y llegó a ser Patriarca de Jerusalén en 1099 y después entre 1112 y 1118.
Nació en la aldea de Chocques. Era hijo de un sacerdote flamenco, y alumno de Lanfranc en Caen. En 1070 fue tutor de Cecilia, hermana de Guillermo I de Inglaterra. También fue maestro de Ralph de Caen, un cronista tardío de la Primera Cruzada. Además fue amigo de Odo de Bayeux, con el que fue a la Cruzada. Fue el capellán del ejército cruzado normando liderado por Roberto II de Normandía, hermano de Cecilia e hijo de Guillermo. Probablemente fue asociado al legado papal, bajo la autoridad del legado apostólico Ademar de Monteil, y después de la muerte de este en 1098, compartió el control del clero junto a Pedro de Narbona. Algunos caballeros cruzados no normandos le acusaban de ser corrupto, e incluso entonaban vulgares canciones sobre él, aunque la mayoría del ejército cruzado le respetaba como elocuente predicador.
Fue uno de los jefes escépticos en el descubrimiento de la Lanza Sagrada por Pedro Bartolomé en la Iglesia de San Pedro de Antioquía, y debido a esto Pedro decidió someterse a la Ordalía. Esta oposición a Pedro lo puso en contra de Raimundo IV de Tolosa, quien sí creía en la veracidad del descubrimiento. Después de la muerte de Pedro en el calvario de fuego y para ayudar a acercar posturas y a levantar de nuevo la moral ente los cruzados, Arnulfo colaboró en la construcción de una estatua de Cristo que fue colocada en uno de los ingenios de asedio durante el Sitio de Jerusalén. Al tomar Jerusalén, Arnulfo descubrió la Vera Cruz en el Santo Sepulcro. Este nuevo descubrimiento no fue tan discutido como el de la Lanza, aunque resultaba igual de sospechoso. Arnulfo evitó por todos los medios que se repitieran las discusiones producidas por la autenticidad o no de la Lanza, llegando a ser la Vera Cruz la reliquia más sagrada del Reino de Jerusalén.

## Patriarca
Después de que Raimundo abandonara la cruzada, el 1 de agosto de 1099 Arnulfo fue elegido patriarca de Jerusalén. Fue respaldado por Godofredo de Bouillón (Sancti Sepulchri Advocatus, defensor del Santo Sepulcro) a cambio de que Jerusalén fuera un reino laico, no uno gobernado por el clero, y en última instancia, por el papa. Sin embargo, Arnulfo obligó a usar el rito latino a todos los cruzados, prohibiendo todos los demás, lo que creó desavenencias con la comunidad griega. Según el Código de Derecho Canónico, Arnulfo no podía ser aún patriarca, ya que antes debía ser diácono, y no estaba oficialmente consagrado. El 26 de diciembre fue reemplazado por Dagoberto de Pisa, nombrado por el Papa Pascual II, y pasó a ocupar el cargo de archidiácono de Jerusalén.
El 26 de abril de 1112, al morir Gibelino de Arles, se convirtió oficialmente en patriarca, a pesar de la desconfianza de muchos clérigos que lo encontraban innecesariamente severo en sus opiniones. Fue especialmente impopular entre los seguidores de la Iglesia ortodoxa y de la Iglesia Ortodoxa Siriana cuando prohibió el paso al Santo Sepulcro a los que no eran fieles de la Iglesia católica. Fue acusado de diversos delitos: mantener relaciones sexuales con una musulmana, simonía y, el más grave, la condonación del matrimonio bígamo del rey Balduino I de Jerusalén con Adelaida de Vasto estando todavía viva su esposa Arda de Armenia. En 1115 fue brevemente depuesto por un legado papal, y restablecido en 1116 después de un llamamiento al papa Pascual II, a condición de la nulidad del matrimonio entre Balduino y Adelaida.
Mantuvo el patriarcado hasta su muerte el 26 de abril de 1118. En ese mismo año había apoyado la candidatura de Balduino de Bourcq como rey de Jerusalén.
Arnulfo casó a su sobrina Emma (que pudiera ser su propia hija) con Eustaquío de Grenier, conde de Sidón y señor de Cesarea. Emma, también llamada Emelota, contrajo matrimonio con Hugo II de Jaffa, Conde de Jaffa, después de la muerte de Eustaquio.